# Laccophilus fumatus
Laccophilus fumatus är en skalbaggsart som beskrevs av Sharp 1882. Laccophilus fumatus ingår i släktet Laccophilus och familjen dykare. Inga underarter finns listade i Catalogue of Life.